# Блейк, Артур (барьерист)
Артур Блейк (англ. Arthur Blake; род. 19 августа 1966, Бартоу, Флорида) — американский легкоатлет, специалист по барьерному бегу. Выступал за сборную США по лёгкой атлетике в 1980-х и 1990-х годах, обладатель бронзовой медали Игр доброй воли, серебряный призёр Всемирной Универсиады, призёр стартов международного и национального значения, участник двух летних Олимпийских игр.

## Биография
Артур Блейк родился 19 августа 1966 года в городе Бартоу, штат Флорида.
Занимался лёгкой атлетикой во время учёбы в Университете штата Флорида, состоял в университетской легкоатлетической команде «Флорида Стейт Семинолс», с которой успешно выступал на различных студенческих соревнованиях, в частности становился серебряным призёром чемпионата Национальной ассоциации студенческого спорта (NCAA).
Впервые заявил о себе на международном уровне в сезоне 1984 года, когда вошёл в состав американской сборной и выступил на юниорском панамериканском первенстве в Нассау, где превзошёл всех соперников в зачёте бега на 110 метров с барьерами.
Будучи студентом, в 1987 году представлял США на Всемирной Универсиаде в Загребе, где выиграл серебряную медаль в 110-метровом барьерном беге, уступив в финале только британцу Джону Риджону.
В 1988 году в той же дисциплине выиграл бронзовые медали на чемпионате США в Тампе и на национальном олимпийском отборочном турнире в Индианаполисе — тем самым удостоился права защищать честь страны на летних Олимпийских играх в Сеуле. На Олимпиаде сумел дойти до финала, где финишировал седьмым.
В 1990 году отметился выступлением на домашних Играх доброй воли в Сиэтле, в программе бега на 110 метров с барьерами завоевал бронзовую награду.
В 1992 году стал третьим на национальном олимпийском отборочном турнире в Новом Орлеане и попал на Олимпийские игры в Барселоне, где в беге на 110 метров с барьерами дошёл до стадии полуфиналов.
В 1993 году бежал 60 метров с барьерами на чемпионате мира в помещении в Торонто, не смог преодолеть предварительный квалификационный этап.
Завершил спортивную карьеру по окончании сезона 1996 года.